# Гранд Фолс Плаза (Мисури)
Гранд Фолс Плаза (енгл. Grand Falls Plaza) град је у америчкој савезној држави Мисури.

## Демографија
По попису из 2010. године број становника је 114, што је 10 (9,6%) становника више него 2000. године.
| Група             | 2000.       | 2010.       |
| Белци             | 103 (99,0%) | 107 (93,9%) |
| Афроамериканци    | 0 (0,0%)    | 0 (0,0%)    |
| Азијати           | 0 (0,0%)    | 0 (0,0%)    |
| Хиспаноамериканци | 0 (0,0%)    | 1 (0,9%)    |
| Укупно            | 104         | 114         |